# إريك جسبرسن
اريك جسبرسن هو متسابق يخت كندي، ولد في 18 أكتوبر 1961 في بورت ألبيرني في كندا.

## وصلات خارجية
- إريك جسبرسن على موقع اللجنة الأولمبية الدولية (الإنجليزية)
- إريك جسبرسن على موقع أوليمبيديا (الإنجليزية)